# 300 (영화)
《300》은 2007년 미국의 판타지 전쟁 영화로, 프랭크 밀러와 린 발리의 1998년작 동명의 만화를 원작으로 하였다. 잭 스나이더가 연출하였다.
스파르타의 왕 레오니다스와 300명의 스파르탄, 페르시아의 왕 크세르크세스와 그의 100만 군대 간의 테르모필레 전투를 그렸다. 영화 속의 이야기는 스파르타 군인 다리오스에 의해 내레이션으로 구성된다.
몇몇 논쟁의 여지가 있는 장면과 잔인한 장면으로 비판이 있었지만, 박스오피스 1위로 개봉하였다.

## 출연진
- 제라드 버틀러 - 레오니다스 왕 역
- 레나 헤디 - 고르고 여왕 역
- 데이비드 웨넘 - 달리오스 역
- 도미닉 웨스트 - 테론 의원 역
- 빈센트 레건 - 캡틴
- 마이클 패스벤더 - 스텔리오스
- 톰 위즈덤 - 애스티노스
- 앤드루 프레빈 - 다소스
- 앤드루 티어넌 - 에피알테스
- 호드리구 산토루 - 크세르크세스 황제
- 피터 멘사 - 전령
- 스티븐 맥허티 - 로얄리스트
- 조반니 치미노 - 플레이스타르초스
- 켈리 크레이그 - 신탁녀

## 인터넷 문화

패러디 예시

극중에서 레오니다스가 "이것이 스파르타다아아아!!"(This, Is, SPARTAA!!)라고 외친 것과 크세르크세스 1세가 "나는 관대하다."라고 말한 것이 인터넷에서 하나의 밈으로 발전했다.